# Мерішор (Муреш)
Мерішор (рум. Merișor) — село у повіті Муреш в Румунії. Входить до складу комуни Глодень.
Село розташоване на відстані 278 км на північний захід від Бухареста, 17 км на північ від Тиргу-Муреша, 72 км на схід від Клуж-Напоки, 141 км на північний захід від Брашова.

## Населення
За даними перепису населення 2002 року у селі проживали 222 особи, з них 221 особа (99,5%) румунів. Рідною мовою 221 особа (99,5%) назвала румунську.